# Scottish Premier League 2006/07
Die Scottish Premier League wurde 2006/07 zum neunten Mal ausgetragen. Es war zudem die 110. Austragung der höchsten Fußball-Spielklasse innerhalb der Scottish Football League, in welcher der Schottische Meister ermittelt wurde. In der Saison 2006/07 traten 12 Vereine in insgesamt 38 Spieltagen gegeneinander an. Jedes Team spielte jeweils dreimal gegen jedes andere Team, also insgesamt 33 Spiele. Danach wurde die Liga auf zwei Hälften geteilt, in denen diese Mannschaften noch einmal gegeneinander spielten. Bei Punktgleichheit zählte die Tordifferenz.
Celtic Glasgow gewann zum insgesamt 41. Mal in der Vereinsgeschichte die schottische Meisterschaft. Die Bhoys qualifizierten sich als Meister für die Champions League Saison-2007/08. Vizemeister Glasgow Rangers spielte auch in der Champions League wegen der verbesserten Position von Schottland in der UEFA-Fünfjahreswertung. Der unterlegene Pokalfinalist Dunfermline Athletic sowie der Drittplatzierte FC Aberdeen qualifizierten sich für den UEFA-Pokal. Dunfermline Athletic stieg am Saisonende in die First Division ab. Mit 20 Treffern wurde Kris Boyd von den Glasgow Rangers Torschützenkönig.

## 1. Runde

### Tabelle
| Pl. | Verein                       | Sp. | S  | U  | N  | Tore    | Diff. | Punkte |
| --- | ---------------------------- | --- | -- | -- | -- | ------- | ----- | ------ |
| 1.  | Celtic Glasgow (M, L)        | 33  | 24 | 6  | 3  | 059:250 | +34   | 78     |
| 2.  | Glasgow Rangers              | 33  | 19 | 8  | 6  | 054:250 | +29   | 65     |
| 3.  | FC Aberdeen                  | 33  | 17 | 6  | 10 | 046:330 | +13   | 57     |
| 4.  | Heart of Midlothian (P)      | 33  | 15 | 9  | 9  | 040:300 | +10   | 54     |
| 5.  | FC Kilmarnock                | 33  | 13 | 7  | 13 | 043:490 | −6    | 46     |
| 6.  | Hibernian Edinburgh          | 33  | 12 | 8  | 13 | 049:370 | +12   | 44     |
| 7.  | FC Falkirk                   | 33  | 12 | 4  | 17 | 040:420 | −2    | 40     |
| 8.  | Dundee United                | 33  | 10 | 10 | 13 | 039:530 | −14   | 40     |
| 9.  | Inverness Caledonian Thistle | 33  | 8  | 12 | 13 | 036:450 | −9    | 36     |
| 10. | FC Motherwell                | 33  | 10 | 6  | 17 | 035:490 | −14   | 36     |
| 11. | FC St. Mirren (N)            | 33  | 5  | 12 | 16 | 024:470 | −23   | 27     |
| 12. | Dunfermline Athletic         | 33  | 5  | 8  | 20 | 019:490 | −30   | 23     |

Platzierungskriterien: 1. Punkte – 2. Tordifferenz – 3. geschossene Tore

| Saison 2006/07 |

| Zum Saisonende 2005/06 |                                   |
| (M)                    | Meister des Vorjahres             |
| (P)                    | Pokalsieger des Vorjahres         |
| (L)                    | Ligapokalsieger des Vorjahres     |
| (N)                    | Aufsteiger aus der First Division |

## 2. Runde

### Meisterschafts-Play-offs
| Pl. | Verein                  | Sp. | S  | U  | N  | Tore    | Diff. | Punkte |
| --- | ----------------------- | --- | -- | -- | -- | ------- | ----- | ------ |
| 1.  | Celtic Glasgow (M, L)   | 38  | 26 | 6  | 6  | 065:340 | +31   | 84     |
| 2.  | Glasgow Rangers         | 38  | 21 | 9  | 8  | 061:320 | +29   | 72     |
| 3.  | FC Aberdeen             | 38  | 19 | 8  | 11 | 055:380 | +17   | 65     |
| 4.  | Heart of Midlothian (P) | 38  | 17 | 10 | 11 | 047:350 | +12   | 61     |
| 5.  | FC Kilmarnock           | 38  | 16 | 7  | 15 | 047:540 | −7    | 55     |
| 6.  | Hibernian Edinburgh     | 38  | 13 | 10 | 15 | 056:460 | +10   | 49     |

| Saison 2006/07 |

| Zum Saisonende 2005/06 |                               |
| (M)                    | Meister des Vorjahres         |
| (P)                    | Pokalsieger des Vorjahres     |
| (L)                    | Ligapokalsieger des Vorjahres |

### Abstiegs-Play-offs
| Pl. | Verein                       | Sp. | S  | U  | N  | Tore    | Diff. | Punkte |
| --- | ---------------------------- | --- | -- | -- | -- | ------- | ----- | ------ |
| 7.  | FC Falkirk                   | 38  | 15 | 5  | 18 | 049:470 | +2    | 50     |
| 8.  | Inverness Caledonian Thistle | 38  | 11 | 13 | 14 | 042:480 | −6    | 46     |
| 9.  | Dundee United                | 38  | 10 | 12 | 16 | 040:590 | −19   | 42     |
| 10. | FC Motherwell                | 38  | 10 | 8  | 20 | 041:610 | −20   | 38     |
| 11. | FC St. Mirren (N)            | 38  | 8  | 12 | 18 | 031:510 | −20   | 36     |
| 12. | Dunfermline Athletic         | 38  | 8  | 8  | 22 | 026:550 | −29   | 32     |

| Saison 2006/07 |

| Zum Saisonende 2005/06 |                                   |
| (N)                    | Aufsteiger aus der First Division |

## Die Meistermannschaft von Celtic Glasgow
(Berücksichtigt wurden Spieler mit mindestens fünf Einsätzen; in Klammern sind die Einsätze und Tore angegeben)
| 1. | Celtic Glasgow |
|    | - Tor: Artur Boruc (36/-) - Abwehr: Lee Naylor (32/-); Stephen McManus (31/2); Gary Caldwell (21/-); Paul Telfer (21/-); Darren O’Dea (14/2); Steven Pressley (14/1); Mark Wilson (12/-); Dianbobo Baldé (6/-); Jean-Joël Perrier-Doumbé (4/-); John Kennedy (3/-) - Mittelfeld: Shunsuke Nakamura (37/9); Aiden McGeady (34/5); Neil Lennon (31/-); Jiří Jarošík (25/4); Thomas Gravesen (22/6); Evander Sno (18/1); Stephen Pearson (13/1); Paul Hartley (10/-); Stilian Petrow (3/2) - Angriff: Kenny Miller (30/4); Maciej Żurawski (26/6); Jan Vennegoor (21/13); Derek Riordan (16/4); Craig Beattie (16/2); Shaun Maloney (9/-) - Trainer: Gordon Strachan |

## Torschützenliste
| Platz | Spieler         | Nationalität | Club                | Tore |
| ----- | --------------- | ------------ | ------------------- | ---- |
| 1.    | Kris Boyd       | Schottland   | Glasgow Rangers     | 20   |
| 2.    | Scott McDonald  | Australien   | FC Motherwell       | 15   |
|       | Steven Naismith | Schottland   | FC Kilmarnock       | 15   |
| 4.    | Anthony Stokes  | Irland       | FC Falkirk          | 13   |
| 5.    | Jan Vennegoor   | Niederlande  | Celtic Glasgow      | 13   |
|       | Chris Killen    | Neuseeland   | Hibernian Edinburgh | 13   |
| 7.    | Colin Nish      | Schottland   | FC Kilmarnock       | 12   |

## Auszeichnungen während der Saison
| Monat          | Trainer des Monats                              | Spieler des Monats                          |
| -------------- | ----------------------------------------------- | ------------------------------------------- |
| August 2006    | Jim Jefferies (FC Kilmarnock)                   | Russell Latapy (FC Falkirk)                 |
| September 2006 | Gordon Strachan (Celtic Glasgow)                | Allan McGregor (Glasgow Rangers)            |
| Oktober 2006   | Charlie Christie (Inverness Caledonian Thistle) | Lee Naylor (Celtic Glasgow)                 |
| November 2006  | Craig Levein (Dundee United)                    | Russell Anderson (FC Aberdeen)              |
| Dezember 2006  | John Hughes (FC Falkirk)                        | Artur Boruc (Celtic Glasgow)                |
| Januar 2007    | Gordon Strachan (Celtic Glasgow)                | Jan Vennegoor of Hesselink (Celtic Glasgow) |
| Februar 2007   | Maurice Malpas (FC Motherwell)                  | Shunsuke Nakamura (Celtic Glasgow)          |
| März 2007      | Craig Levein (Dundee United)                    | Alan Hutton (Glasgow Rangers)               |
| April 2007     | Stephen Kenny (Dunfermline Athletic)            | Neil Lennon (Celtic Glasgow)                |